# Trzon mostka

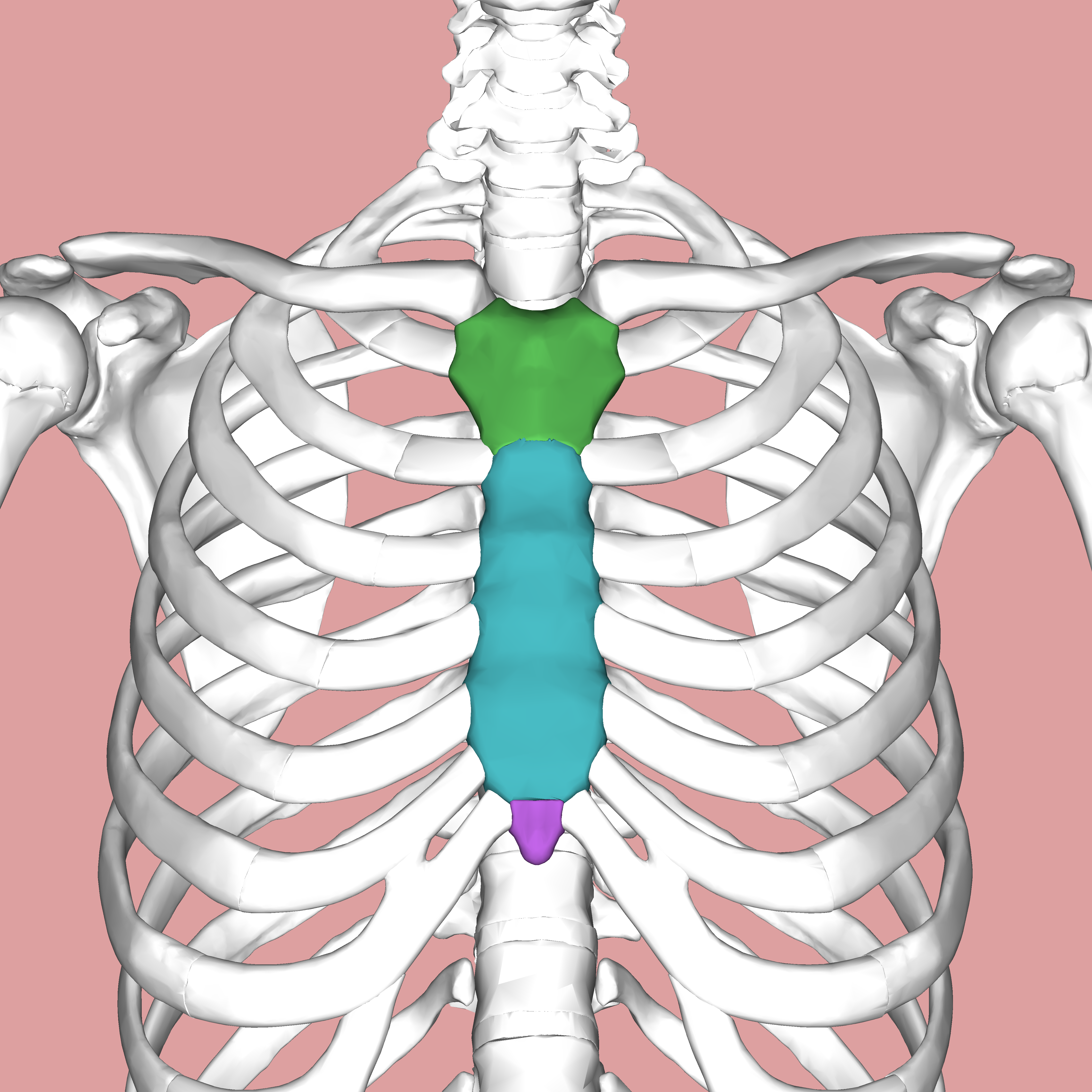
Mostek człowieka rozumnego. Trzon zaznaczono barwą niebieską

Trzon mostka (łac. corpus sterni, mesosternum) – środkowa część mostka.
Mostek to kość znajdująca się w brzusznej części klatki piersiowej. Występuje u kręgowców lądowych. Strukturę tę buduje często również chrząstka. Jego część dogłowowa zwie się rękojeścią, doogonowa to wyrostek mieczykowaty, pomiędzy nimi zaś znajduje się trzon mostka.
Rękojeść i trzon mostka oddzielają od siebie wcięcia żebrowe odpowiadające II parze żeber. U świni pomiędzy rękojeścią i trzonem mostka znajduje się staw. Podobnie wygląda to u przeżuwaczy. U kozy może tam jednak być obecny chrząstkozrost. Trzon i wyrostek mieczykowaty zrastają się zaś u świni czy przeżuwaczy.
Trzon przyjmuje zróżnicowany kształt. U świni, przeżuwaczy oraz u naczelnych obserwuje się spłaszczenie grzbietowo-brzuszne. Odwrotna sytuacja występuje u konia o trzonie mostka spłaszczonym bocznie. Przekrój trzonu mostka ma kształt czworoboczny u psa, u kota zaś cylindryczny. Zbudowany jest z płytek kostnych nazywanych odcinkami mostkowymi (sternebrae), połączonych ze sobą przez chrząstkozrosty mostkowe. U świni szybko ulegają one zrośnięciu, podobnie jak ostatni z nich z wyrostkiem mieczykowatym. Analogicznie wygląda to u przeżuwaczy. Liczba tychże odcinków różni się w zależności od taksonu. 4 spotyka się u świni, 5 u przeżuwaczy czy u konia, a 6 u drapieżnych. U psa są one czworokątne w przekroju, a okrągłe u kota. U świni pierwszy z nich wykazuje spłaszczenie boczne, odcinki dystalne są już jednak spłaszczone grzbietowo-brzusznie.
Po bokach leżą kolejne wcięcia żebrowe. U świni i konia są to wcięcia II–VII pary połączonych z mostkiem stawowo żeber, a u drapieżnych są to wcięcia II–IX pary żeber.